# ریورویو، کوئینزلند
ریورویو (به انگلیسی: Riverview) یک منطقهٔ مسکونی در استرالیا است که در کوئینزلند واقع شده‌است.